# Jaclyn Smith
Jaclyn Ellen Smith  (Houston (Texas), 26 oktober 1945) is een Amerikaans actrice. Ze is bekend als Kelly Garrett in de televisieserie Charlie's Angels en ze is de enige vrouwelijke hoofdrolspeelster die in de serie bleef voor de complete duur. (1976–81). 

## Filmografie
Film:
- Bootleggers - als Sally Fannie Tatum (1974)
- Nightkill - als Katherine Atwell (1980)
- Déjà Vu - als Brooke/Maggie (1985)
- Free Fall - als Renee Brennan (1999)
- Charlie's Angels: Full Throttle - als Kelly Garrett (2003)

Televisieserie:
minimaal 2 afleveringen
- McCloud - als Margaret 'Ellie' Hart/Jackie Rogers (2 afleveringen, 1973-1975)
- Switch - als Ali (3 afleveringen, 1975)
- Disneyland - als Cathy Martin (2 afleveringen, 1976)
- Charlie's Angels - als Kelly Garrett/Dana Cameron (110 afleveringen, 1976-1981)
- George Washington - als Sally Fairfax (3 afleveringen, 1984)
- Christine Cromwell - als Christine Cromwell (4 afleveringen, 1989-1990)
- Becker - als Megan (2 afleveringen, 2000-2001)
- The District - als Vanessa Cavanaugh (14 afleveringen, 2002-2004)
- Hope & Faith - als Dr. Anne Osvath (2 afleveringen, 2004)
- CSI: Crime Scene Investigation - als Olivia Hodges (2 afleveringen, 2012)

Televisiefilm:
- Probe - als Bruine Haarkleur Stewardess (1972)
- Oh, Nurse! - als ? (1972)
- Fools, Females and Fun - als Susan Cole (1974)
- The Whiz Kid and the Carnival Caper - als Cathy Martin (1976)
- Escape from Bogen County - als Maggie Bowman (1977)
- The Users - als Elena Scheider (1978)
- Jacqueline Bouvier Kennedy - als Jacqueline Kennedy (1981)
- Rage of Angels - Jennifer Parker (1983)
- Sentimental Journey - als Julie Ross-Gardner (1984)
- The Night They Saved Christmas - als Claudia Baldwin (1984)
- Florence Nightingale - als Florence Nightingale (1985)
- Rage of Angels: The Story Continues - als Jennifer Parker (1986)
- Windmills of the Gods - als Mary Ashley (1988)
- The Bourne Identity - als Mary St.Jacques (1988)
- Settle the Score - als Katherine Whately (1989)
- Kaleidoscope - als Hilary Walker (1990)
- Lies Before Kisses - als Elaine Sanders (1991)
- The Rape of Doctor Willis - als Kate Willis (1991)
- In the Arms of a Killer - als Maria Quinn (1992)
- Nightmare in the Daylight - als Megan Lambert (1992)
- Love Can Be Murder - als Elizabeth Bentley (1992)
- Cries Unheard: The Donna Yaklich Story - als Donna Yaklich (1994)
- Family Album - als Face Price Thayer (1994)
- My Very Best Friend - als Dana (1996)
- Married to a Stranger - als Megan Potter (1997)
- Before He Wakes - als Bridget Smith Michaels (1998)
- Three Secrets - als Diane (1999)
- Navigating in the Heart - als Edith Iglauer (2000)
- Ordinary Miracles - als Rechter Kay Woodbury (2005)
- Bridal Wave - als Felice Hamilton (2015)

## Prijzen en nominaties
Golden Globes, USA:
- 1982: Genomineerd voor Best Performance by an Actress in a Mini-Series or Motion Picture Made for TV voor haar rol in Jacqueline Bouvier Kennedy

TV Land Awards:
- 2007: Genomineerd voor Lady You Love to Watch Fight For Her Life in a Movie of the Week

Diversen:
- 1989: Ster gekregen op de Hollywood Walk of Fame